# Maestro del compianto di Cristo di Lindau
Il Maestro del Compianto di Cristo di Lindau (Germania meridionale, ... – 1424 circa) è stato un pittore tedesco.
Rappresentante del gotico internazionale, operò in Germania nei primi decenni del XV secolo.

## Opere
- Compianto di Cristo di Lindau, 1410 circa, Stadtmuseum Lindau, Lindau
- Stigmate di San Francesco, 1410-1420, Wallraf-Richartz Museum, Colonia
- Coro d'angeli (frammento)

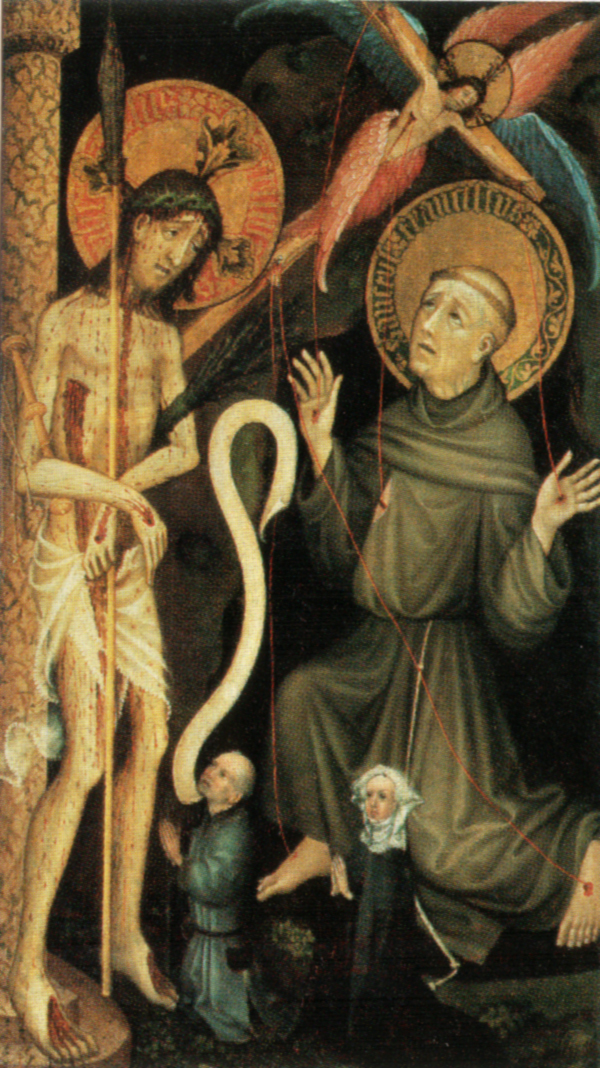
Stigmate di San Francesco
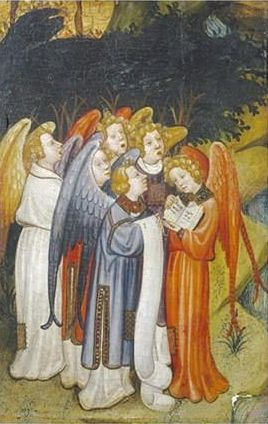
Coro d'angeli (probabilmente frammento di una Natività)